# Geografie van Duitsland

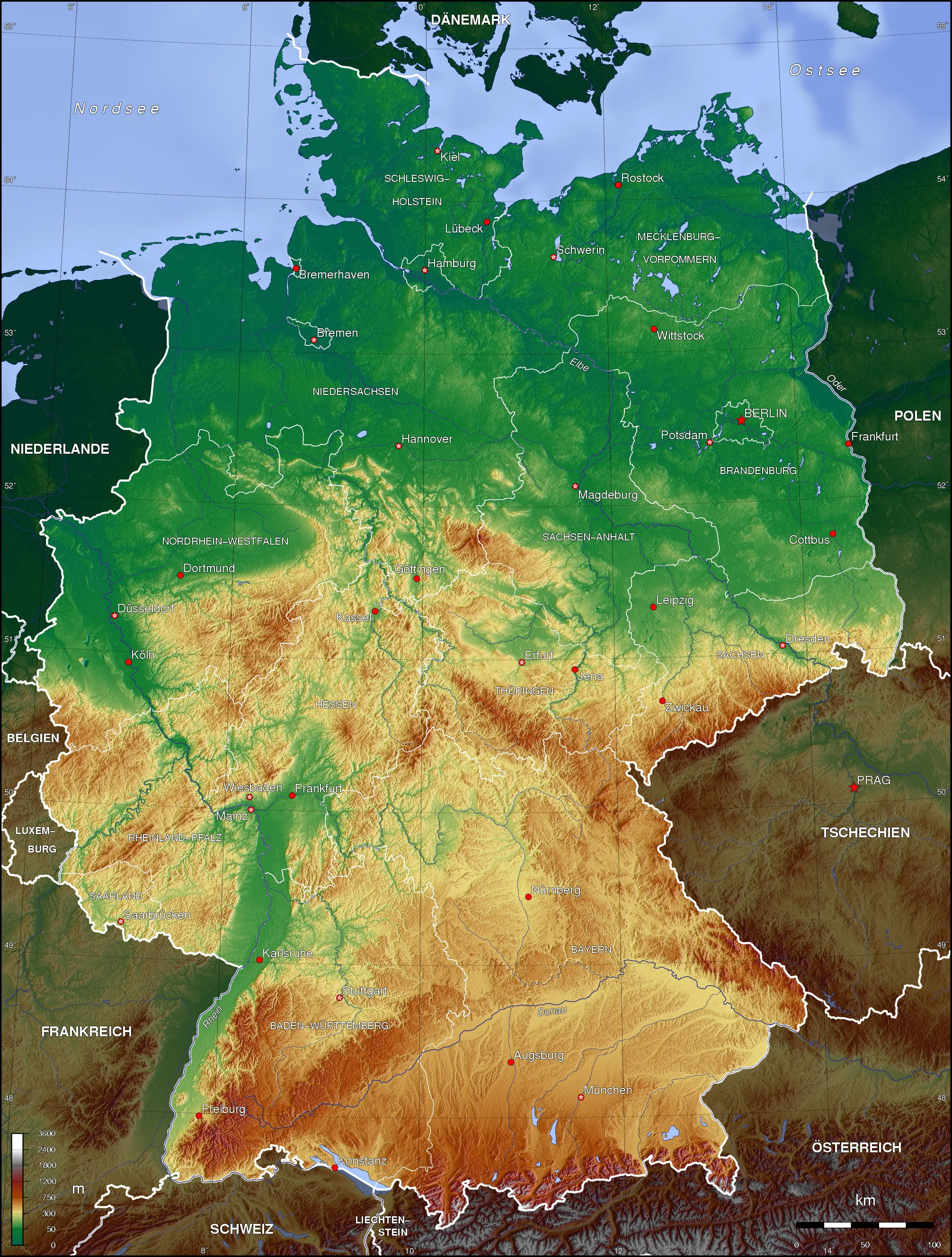
Hoogtekaart van Duitsland

Hieronder volgen enkele kerngegevens uit de geografie van Duitsland.

## Kerngegevens
Geografische coördinaten: 51 00 N, 9 00 O
Landsgrenzen:
Totale lengte: 3618 km
Grenzen met andere landen: Oostenrijk 784 km, België 167 km, Tsjechië 646 km, Denemarken 68 km, Frankrijk 451 km, Luxemburg 135 km, Nederland 577 km, Polen 456 km, Zwitserland 334 km

Kustlijn: 2389 km
Maritieme aanspraken:
- Continentaal plat: 200-m diepte of tot de diepte van onderzoek
- Exclusieve economische zone: 200 zeemijl
- Territoriale zee: 12 zeemijl

## Klimaat
Duitsland heeft een gematigd zeeklimaat. Noord- en Midden-Duitsland kennen zachte zomers en frisse, vochtige winters. In het zuiden en de bergketens zoals het Harzgebergte, het Zwarte Woud en Beieren zijn de zomers veel warmer, de winters veel kouder en valt er veel sneeuw.

## Geografische gebieden
Duitsland kan in drie belangrijke geografische gebieden worden verdeeld: de Duitse laagvlakte in het noorden, de centrale Duitse middengebergten en de zuidelijke Beierse Alpen.
Laagste punt: Wilstermarsch bij Neuendorf-Sachsenbande -3,54 m

Hoogste punt: Zugspitze 2962 m (Beierse Alpen)

### Berggebieden
- Alpenvoorland
- Beierse Alpen
- Eifel
- Ertsgebergte
- Harz
- Hunsrück
- Kellerwald
- Sauerland
- Thüringer Woud
- Zwarte Woud
- Schwäbische Alb

Natuurlijke rijkdommen:

ijzererts, kolen, kaliumcarbonaat, hout, uranium, koper, aardgas, zout, nikkel, landbouwgrond

Landgebruik:

vruchtbaar land: 33%, akkerbouwgebieden: 1%, veeteeltgebieden: 15%, bosgebieden: 31%, andere: 20% (1993)

Geïrrigeerd land:

4750 km2;
(1993)

## Grootste Duitse steden
De vier grootste Duitse steden zijn
| Stad    | Inwonertal (2010) | Deelstaat           |
| ------- | ----------------- | ------------------- |
| Berlijn | 3.460.725         | Berlijn             |
| Hamburg | 1.786.448         | Hamburg             |
| München | 1.353.186         | Beieren             |
| Keulen  | 1.007.119         | Noordrijn-Westfalen |